# Карате на літніх Олімпійських іграх 2020
Змагання з карате на літніх Олімпійських іграх 2020 у Токіо пройшли з 5 по 7 серпня 2021 року. Карате дебютувало на Олімпійських іграх. Було розіграно 8 комплектів нагород, по 4 серед чоловіків та жінок.

## Кваліфікація
У кожній дисципліні візьмуть участь 10 спортсменів.
Ліцензії у кожній дисципліні будуть розповідені відповідно до наступних положень:
- 1 ліцензію отримує країна-господарка Японія.
- 4 ліцензії отрамають спортсмени згідно олімпійському кваліфікаційному рейтингу, який опублікує Міжнародна федерація карате (WKF) станом на 24 травня 2021 року.
- 3 ліцензії будуть розіграні на світовому олімпійському кваліфікаційному турнірі
- 2 ліцензії зарезервовано під континентальне представництво та на запрошення від Трьохсторонньої комісії

## Розклад змагань[1]
| Дисципліна↓/Дата →     | 5 серпня | 6 серпня | 7 серпня |
| ---------------------- | -------- | -------- | -------- |
| До 67 кг (чоловіки)    | Ф        |          |          |
| До 75 кг (чоловіки)    |          | Ф        |          |
| Понад 75 кг (чоловіки) |          |          | Ф        |
| Ката (чоловіки)        |          | Ф        |          |
| До 55 кг (жінки)       | Ф        |          |          |
| До 61 кг (жінки)       |          | Ф        |          |
| Понад 61 кг (жінки)    |          |          | Ф        |
| Ката (жінки)           | Ф        |          |          |

## Медалісти

### Таблиця медалей
*   Країна-господарка ( Японія)
| Місце                | Країна                  | Золото | Срібло | Бронза | Загалом |
| -------------------- | ----------------------- | ------ | ------ | ------ | ------- |
| 1                    | Японія (JPN)*           | 1      | 1      | 1      | 3       |
| 2                    | Іспанія (ESP)           | 1      | 1      | 0      | 2       |
| 3                    | Єгипет (EGY)            | 1      | 0      | 1      | 2       |
| 3                    | Італія (ITA)            | 1      | 0      | 1      | 2       |
| 5                    | Іран (IRI)              | 1      | 0      | 0      | 1       |
| 5                    | Болгарія (BUL)          | 1      | 0      | 0      | 1       |
| 5                    | Сербія (SRB)            | 1      | 0      | 0      | 1       |
| 5                    | Франція (FRA)           | 1      | 0      | 0      | 1       |
| 9                    | Азербайджан (AZE)       | 0      | 2      | 0      | 2       |
| 10                   | Туреччина (TUR)         | 0      | 1      | 3      | 4       |
| 11                   | Китай (CHN)             | 0      | 1      | 1      | 2       |
| 11                   | Україна (UKR)           | 0      | 1      | 1      | 2       |
| 13                   | Саудівська Аравія (KSA) | 0      | 1      | 0      | 1       |
| 14                   | Казахстан (KAZ)         | 0      | 0      | 2      | 2       |
| 15                   | Австрія (AUT)           | 0      | 0      | 1      | 1       |
| 15                   | Гонконг (HKG)           | 0      | 0      | 1      | 1       |
| 15                   | Йорданія (JOR)          | 0      | 0      | 1      | 1       |
| 15                   | Китайський Тайбей (TPE) | 0      | 0      | 1      | 1       |
| 15                   | США (USA)               | 0      | 0      | 1      | 1       |
| 15                   | Угорщина (HUN)          | 0      | 0      | 1      | 1       |
| Загалом (20 збірних) | Загалом (20 збірних)    | 8      | 8      | 16     | 32      |

### Чоловіки
| Дисципліна  | Золото                 | Срібло               | Бронза                             |
| ----------- | ---------------------- | -------------------- | ---------------------------------- |
| Ката        | Рьо Кіюна (JPN)        | Даміан Кінтеро (ESP) | Еріел Торрес (USA)                 |
| Ката        | Рьо Кіюна (JPN)        | Даміан Кінтеро (ESP) | Алі Софуоглу (TUR)                 |
| До 67 кг    | Стівен Да Коста (FRA)  | Ерай Шамдан (TUR)    | Дархан Асаділов (KAZ)              |
| До 67 кг    | Стівен Да Коста (FRA)  | Ерай Шамдан (TUR)    | Абдельрахман Аль-Масатфа (JOR)     |
| До 75 кг    | Луїджі Буза (ITA)      | Рафаель Агаєв (AZE)  | Габор Харшпатакі (HUN)             |
| До 75 кг    | Луїджі Буза (ITA)      | Рафаель Агаєв (AZE)  | Горуна Станіслав Миколайович (UKR) |
| Понад 75 кг | Саджад Ганджзаде (IRI) | Тарік Хамеді (KSA)   | Рютаро Арага (JPN)                 |
| Понад 75 кг | Саджад Ганджзаде (IRI) | Тарік Хамеді (KSA)   | Угур Акташ (TUR)                   |

### Жінки
| Дисципліна  | Золото                   | Срібло                 | Бронза                 |
| ----------- | ------------------------ | ---------------------- | ---------------------- |
| Ката        | Сандра Санчес (ESP)      | Кійоу Сімідзу (JPN)    | Грейс Лау (HKG)        |
| Ката        | Сандра Санчес (ESP)      | Кійоу Сімідзу (JPN)    | Вівіана Боттаро (ITA)  |
| До 55 кг    | Івет Горанова (BUL)      | Анжеліка Терлюга (UKR) | Беттіна Планк (AUT)    |
| До 55 кг    | Івет Горанова (BUL)      | Анжеліка Терлюга (UKR) | Вень Цзиюнь (TPE)      |
| До 61 кг    | Йована Прекович (SRB)    | Їнь Сяоянь (CHN)       | Джіана Фарук (EGY)     |
| До 61 кг    | Йована Прекович (SRB)    | Їнь Сяоянь (CHN)       | Мерве Чобан (TUR)      |
| Понад 61 кг | Фер'яль Абдельазіз (EGY) | Ірина Зарецька (AZE)   | Гун Лі (CHN)           |
| Понад 61 кг | Фер'яль Абдельазіз (EGY) | Ірина Зарецька (AZE)   | Софія Берульцева (KAZ) |